# L-04A
docomo STYLE series L-04A（ドコモスタイルシリーズ エル ゼロ よん エー）は、LGエレクトロニクスによって開発された、NTTドコモの第三世代携帯電話（FOMA）端末である。docomo STYLE seriesの端末。海外モデルがベースではなく、日本向けに開発されている。

## 概要
メインディスプレイにスタイルシリーズ初の感圧式タッチパネルを備えたスライド型の端末。サイズは、2008年冬モデルのPRIMEシリーズに導入された同社のL-01Aに近いサイズであるが、よりポップなデザインになり、またフルフェイス式スライドになったことで、印象は大きく異なる。質量はL-01Aよりも10g軽い。
LGの日本向け端末は、長らく液晶が3.0インチ未満で、解像度はQVGAかワイドQVGAに止まっていたが、今回は、同時発表されたL-06Aとともに、3.0インチのワイドVGAとなっている。
また、日本の海外メーカーの端末としては、L-06Aとともに初めてFeliCaを搭載し、おサイフケータイやDCMXなどが使える。ただし、トルカとiC通信、iアプリタッチには使えない。
タッチパネルは、一部操作に限られていたL-01Aから改善され、閉じたままの電話の発着信、メールの作成や送受信などができ、タッチ、ドラッグ、スクロールなど直感操作が可能となった。
L-06Aと同様に各メニューの表示言語を日本語のほか、英語または韓国語表示に切り替えることができるマルチリンガル表示に対応している。またLシリーズや、BlackBerryなど韓国語対応機種同士であれば、韓国語でのSMSの送受信が可能となっている。
特徴的な機能としては、撮った写真などに絵やアニメ (日本のアニメーション作品)を描いてメールで送れる「モーションお絵かき」や、擬似的に魚眼レンズで撮ったような画像に編集できる「おもしろフェイス撮影モード」を搭載する。
| 主な対応サービス                   | 主な対応サービス                                                    | 主な対応サービス                       | 主な対応サービス                                     |
| ---------------------------------- | ------------------------------------------------------------------- | -------------------------------------- | ---------------------------------------------------- |
| タッチパネル                       | FOMAハイスピード7.2Mbps                                             | Bluetooth                              | DCMX／おサイフケータイ                               |
| iアプリオンライン／地図アプリ      | 直感ゲーム／メガiアプリ                                             | iウィジェット                          | マチキャラ／iコンシェル                              |
| ホームU／ポケットU                 | GPS／ケータイお探し                                                 | デコメール／デコメ絵文字／デコメアニメ | iチャネル                                            |
| 着もじ／プッシュトーク             | テレビ電話／キャラ電                                                | 電話帳お預かりサービス                 | フルブラウザ                                         |
| おまかせロック／バイオ認証         | 外部メモリーへiモードコンテンツ移行／ユーザーデータ一括バックアップ | トルカ                                 | iC通信／iCお引越しサービス                           |
| きせかえツール／ダイレクトメニュー | バーコードリーダ／名刺リーダ                                        | 2in1                                   | エリアメール／ソフトウェアーアップデート自動更新     |
| GSM／3Gローミング（WORLD WING）    | 着うたフル／うた・ホーダイ                                          | Music&Videoチャネル／ビデオクリップ    | デジタルオーディオプレーヤー(AAC)(SDオーディオ)(WMA) |

1. ↑  文書ファイルは非対応
2. ↑  手動のみ対応。

### プリインストールiアプリ
| アプリ名                    | 概要                                                                                           |
| --------------------------- | ---------------------------------------------------------------------------------------------- |
| Mingle Mangle               | パズルゲーム                                                                                   |
| Sudoku Cafe                 | パズルゲーム                                                                                   |
| Gガイド番組表リモコン       | 地上デジタル・地上アナログ・BSデジタルのテレビ番組表とAVリモコン機能がひとつになったiアプリ    |
| モバイルGoogleマップ        | Googleマップのアプリ。GPSを使った道案内、経路検索、 衛星写真、ストリートビューなどを利用できる |
| iD設定アプリ                | おさいふケータイクレジット決済サービスiDの設定アプリ                                           |
| DCMXクレジットアプリ        | NTTドコモが提供するおさいふケータイクレジットDCMXの設定アプリ                                  |
| FOMA通信環境確認アプリ      | FOMAハイスピードエリアを利用できるかを確認することができるiアプリ                              |
| モバイルSuica登録用iアプリ  | モバイルSuica契約用のiアプリ                                                                   |
| iアプリバンキング           | モバイルバンキングを簡単に利用するためのアプリ                                                 |
| マクドナルド トクするアプリ | 日本マクドナルドのかざすクーポンなどを利用するためのアプリ                                     |
| 楽オクアプリ                | 楽天オークション用のアプリ                                                                     |

### ワンセグ機能
- マルチウィンドウ

## 歴史
- 2009年X月X日 - 技術基準適合証明（TELEC）通過。
- 2009年4月14日 - 電気通信端末機器審査協会（JATE）通過。
- 2009年X月X日 - 連邦通信委員会（FCC）通過。
- 2009年5月19日 - F-08A・F-09A・N-06A・N-07A・N-08A・N-09A・P-07A・P-08A・P-09A・P-10A・SH-05A・SH-06A・SH-07A・L-04A・L-06A・HT-03A・T-01Aの開発を発表。
- 2009年8月18日-ソフトウェアの不具合により、ドコモが発売延期を発表。
- 2009年9月16日 - 販売開始

## 不具合
ソフトウェアの不具合により、一時販売を延期した。